# Xã Trail, Quận Perkins, Nam Dakota
Xã Trail (tiếng Anh: Trail Township) là một xã thuộc quận Perkins, tiểu bang Nam Dakota, Hoa Kỳ. Năm 2010, dân số của xã này là 20 người.